# Anemonastrum baicalense
Anemonastrum baicalense es una planta herbácea de la familia de las ranunculáceas. Es nativa del noreste de Asia.

## Descripción
Es una planta herbácea con rizoma ramificado, ascendente, de  4 - 6 mm de diámetro, pero postrado, a veces, estolonífera. Hojas 2 o 3, con hoja distintas en desarrollo antes de la antesis; pecíolo de 10 - 15  cm. La lámina reniforme-pentagonal de 3 - 5 × 4 - 7  cm,  la base cordada, el margen lobulado-dentado, el ápice obtuso, subsésil. Escapos solitarios,  10 - 25  cm, pubescentes, escasamente puberulentos o glabros; con 1 (o 2) flores. Brácteas involucrales, sésiles. Sépalos 5 (- 7), blancos. Estambres 4 a 7 mm, filamentos filiformes, anteras elipsoide o cilíndrico, conectivo angosto. Ovario ovoide. El fruto es un aquenio cilíndrico-ovoides, de 4-5 x 2 - 2,5 mm. Fl. mayo-junio.

## Hábitat
Se encuentra en los bosques, matorrales y lugares herbosos a 500-3 100 metros de altitud en Siberia, Mongolia, el norte de China y Corea del Norte.

## Taxonomía
La especie fue descrita originalmente como Anemone baicalensis por Porphir Kiril Nicolai Stepanowitsch Turczaninow y publicado en Bulletin de la Société Impériale des Naturalistes de Moscou 15: 40, 42, en 1842, actualmente es tanto un sinónimo como el basónimo de esta; y ulteriormente sería transferida al género Anemonastrum por Serhí Mosiakin en Phytoneuron 2018-55: 4, en 2018.

#### Etimología
Ver: Anemonastrum
baicalense: epíteto geográfico que alude a su localización en el Lago Baikal.